# Elise Stefanik
Elise Marie Stefanik (Albany, Nueva York, 2 de julio de 1984) es una política estadounidense, afiliada al Partido Republicano. Es miembro de la Cámara de Representantes de los Estados Unidos por el estado de New York.
Fue nominada en 2024 por el presidente de los Estados Unidos, Donald Trump, como Embajadora de los Estados Unidos ante la ONU. Sin embargo, su nominación fue revocada.
Es miembro de la Cámara de Representantes de los Estados Unidos, representando al 21.º distrito congresional de Nueva York. Elegida en 2014 con 30 años de edad, fue en su momento la mujer más joven elegida para el Congreso. A comienzos del 115.º Congreso de los Estados Unidos, era el miembro más joven de la Cámara. Se rumoreó como posible compañera de fórmula de Donald Trump en las elecciones presidenciales de Estados Unidos de 2024.

## Cámara de Representantes de los Estados Unidos

### Tenencia
En enero de 2015, Stefanik fue nombrada miembro del Comité de Servicios Armados de la Cámara de Representantes  Fue elegida por los Representantes de primer año en el 114 ° Congreso para servir como representante de primer año en el Comité de Políticas. 
En febrero de 2015, fue nombrada vicepresidenta del Subcomité de Preparación del Comité de Servicios Armados de la Cámara de Representantes. 
Stefanik es miembro de la Asociación Republicana Main Street.

## Posiciones ideológicas

### Aborto
Stefanik se opone al aborto. Se opone a la financiación del aborto por parte de los contribuyentes y apoya la exigencia de que los planes de seguro médico revelen si lo cubren. En 2019, el Comité Nacional por el Derecho a la Vida le dio a Stefanik una calificación del 71%. Se unió a su partido para apoyar el HR 36, la Ley de Protección del Niño No Nacido Capaz de Sentir Dolor de 2017. También apoya la legislación que prohibiría el aborto después de las 15 semanas de embarazo, con excepciones por violación, incesto o para proteger la vida de la mujer embarazada.

### Medio ambiente
Stefanik criticó la decisión de Trump de retirarse del Acuerdo de París, diciendo que era «equivocada» y «daña el esfuerzo en curso para combatir el cambio climático, al mismo tiempo que nos aísla de nuestros aliados».
En enero de 2017, Stefanik se unió al Grupo Bipartidista de Soluciones Climáticas, una aparente indicación de «una postura moderada sobre las cuestiones del cambio climático».

## Vida personal
Stefanik es católica.
El 19 de agosto de 2017, Stefanik contrajo matrimonio con Matthew Manda, quien trabaja en marketing y comunicaciones.